# Julius Monien

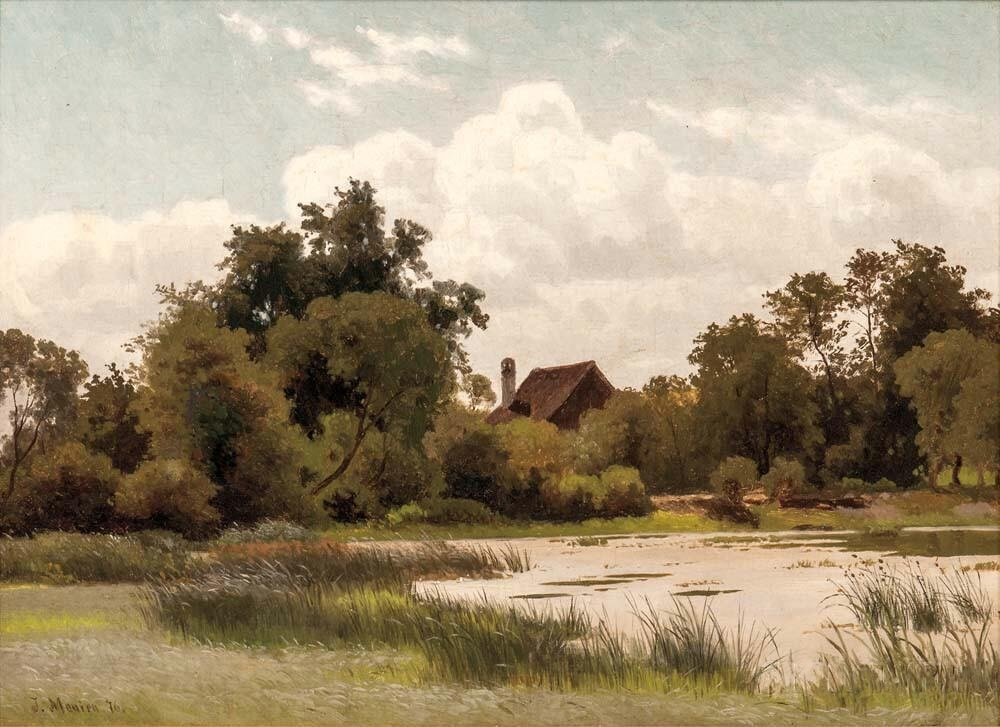
Haus jenseits des Sumpfes

Julius Monien (* 13. Dezember 1842 in Königsberg; † Januar 1897 ebenda) war ein deutscher Landschaftsmaler.
Julius Monien studierte Malerei bei Ludwig Rosenfelder und August Behrendsen an der Kunstakademie Königsberg. Nach dem Studium blieb er in seiner Heimatstadt und malte hauptsächlich Wald- und Seelandschaften. Er beschäftigte sich auch manchmal mit der Porträtmalerei.
Nach dem Zweiten Weltkrieg gelangten viele Werke des Künstlers in russische und polnische Kunstsammlungen.